# 霍普韋爾 (密西西比州卡溫頓縣)
霍普韋爾（英語：Hopewell）是位於美國密西西比州卡溫頓縣的非建制地區。

## 地理
霍普韋爾所處的海拔為高於海平面124米（即407英呎），而該地所採用的時區為UTC-6，即北美中部時區（CST）。同時該地設有夏令時間，為UTC-6調快一小時，即UTC-5（CDT）。